# Караульское
Карау́льское (Карау́л) — старинное уральское село в Новолялинском городском округе Свердловской области России. Одно из первых поселений русских за Уралом.

## Географическое положение
Село Караульское (Караул как второе название) расположено в 22 километрах (по дороге в 33 километрах) к западу от города Новой Ляли, по левому берегу реки Ляли (правого притока реки Сосьвы), в устье реки Каменка. Через село проходит автодорога Новая Ляля – Павда. Местность окружена хвойными лесами и обширными болотами; благодаря постоянной сырости, здесь часто бывают туманы, а летом появляется бесчисленное множество насекомых — мошек и комаров. Почва большею частью песчаная, хотя встречается по местам и глинистая.

## История села
Село основано переселенцами из центральной России в 1599 году после прокладки Бабиновской дороги. Первым названием поселения было Лялинская Застава. Новое название села — Караул — пошло от возникновения в этом месте караула и таможней для надзора за провозом товаров по Бабиновской дороге. В селе располагался караульно-таможенный пост, контролирующий провоз товаров из Сибири и обратно, пункт сбора ясака пушниной с вогулов и хантов. В начале XX века сельчане занимались земледелием, звероловством и работами на золотых приисках.

## Лялинский казённый медеплавильный завод
В 1723 году указом Петра I в устье реки Каменка была построена плотина для нового Лялинского казенного медеплавильного завода. Добыча руды шла на Лялинском медном месторождении, открытом верхотурским крестьянином Власом Коптяковым в 5 верстах от завода. В 1727 году завод был остановлен. В 1728–1729 годах шла добыча медной руды на Павдинском и Конжаковском рудниках, которая доставлялась на завод санным путем с расстояния более 80 вёрст. В 1743 году в связи с истощением месторождений завод был остановлен.

## Богоявленская церковь
Первый храм, находившийся на правом берегу реки Ляли, был деревянным. Храм был освящён в честь праздника Богоявления, неизвестно когда и кем построенный, но в 1764 году он сгорел. Второй храм был построен в 1768 году с благословения Тобольского Митрополита Павла, и был за ветхостью упразднён в 1878 году. В 1878 году на левом берегу реки Ляли была заложена на средства прихожан деревянная, однопрестольная церковь, которая была освящена в честь Богоявления Господня в 1881 году. В начале XX века в церкви имелось Святое Евангелие, печатанное в Москве в 1663 году, потир, дискос и дарохранительница оловянные, потир и дискос сребро-позлащенные, пожертвованные в церковь в 1815 году верхотурским дворянским заседателем Стефаном Тиуновым. В начале XX века в селе ежегодно 20 июля в день пророка Божия Илии совершался крестный ход. Церковь была закрыта в 1930 года и в советское время стояла полуразрушенной.

## Население
| 2002 | 2010 | 2021 |
| ---- | ---- | ---- |
| 24   | ↘19  | ↗22  |

## Транспорт
Село имеет автобусное сообщение с районным центром - городом Новая Ляля.